# Scaphyglottis condorana
Scaphyglottis condorana é uma espécie de orquídea epífita, cujos novos pseudobulbos geralmente brotam tanto da base como do topo dos pseudobulbos mais antigos. É originária de Zamora-Chinchipe, no Equador.